# Symphorien Samba
Symphorien Samba, född 16 april 1974, är en friidrottare från Kongo-Brazzaville. Han deltog vid olympiska sommarspelen 1992.